# من أطلق الرصاص على هند علام (مسلسل)
تدور أحداث المسلسل حول الصحفية «هند علام» الذي يتعرض زوجها عالم الذرة الشهير للاغتيال على يد إحدى الجماعات الإرهابية، تحاول «هند» بعد ذلك أن تكتشف الحقيقة وراء مقتل زوجها مما يعرضها للخطر من قبل هذه الجماعات.

## إخراج
- خالد بهجت (مخرج)
- أحمد شفيق (مخرج منفذ)

## تأليف
- يسري الجندي (مؤلف)

## تاريخ الإصدار
- 01 أكتوبر 2007

## طاقم العمل
- نادية الجندي
- خالد زكي
- خالد الصاوي
- أحمد السعدني
- سلوى خطاب
- دنيا سمير غانم
- عثمان محمد علي